# Makemo (atolón)
Makemo es un atolón de las Islas Tuamotu, en la Polinesia Francesa. Está situado en el centro del archipiélago, a 570 km al noreste de Tahití. Otros nombres históricos del lugar son: Philipps y Koutouzov.

## Historia
El atolón fue registrado por primera vez por los europeos, en un viaje realizado por los británicos John Turnbull y John Buyers, que desembarcaron el 10 de marzo de 1803 y lo bautizaron con el nombre de "Isla de Philips" —en honor a Sir Richard Phillips, el difunto sheriff de Londres— y luego por el navegante ruso Fabian Gottlieb von Bellingshausen el 15 de julio de 1820.
En el siglo XIX, Makemo se convirtió en un territorio francés con una población de unos 250 habitantes indígenas alrededor de 1850, lo que lo convertía en uno de los más grandes de las Tuamotus; se utilizaba como puerto para los barcos. A mediados de siglo, el atolón fue evangelizado con la fundación de la parroquia de San José en 1851 (que desde 2004 incluye también las iglesias de los atolones Taenga y Nihiru), seguida de la construcción de la iglesia del mismo nombre en 1975, adscrita a la diócesis de Papetee.

### Leyenda
Makemo es la patria del héroe legendario Moeava. La leyenda explica que el famoso guerrero se enamoró de Huarei, reina de la isla Tepukamaruia. El gigante Patira se puso celoso y los dos guerreros se desafiaron a un combate en la isla de Makemo. Moeava llegó primero y preparó una honda gigante. Cuando su rival apareció, escogió una piedra grande, redonda y lisa, hizo una plegaria al dios Tu, y mató Patira de un lanzamiento en la cabeza. Hoy en día, se puede ver una enorme piedra redonda y lisa en la laguna de Makemo. Es la piedra de Moeava.

### Centro de Experimentación del Pacífico
Entre 1960 y 2000, un centro de investigación de las fuerzas armadas francesas, llamado eufemísticamente Centre d'expérimentation du Pacifique, estuvo ubicado en la isla. Participó en las pruebas de las armas nucleares francesas. Para ello, se construyó una infraestructura militar en la isla principal, incluido un aeropuerto. Esta infraestructura se desmantelará gradualmente. Este proceso comenzó en 2009. Dado que el centro de investigación era un importante empleador, en la isla se crearon otras formas de empleo para la población, como la piscicultura y el turismo. También se está invirtiendo en el uso de paneles solares y en una planta desalinizadora.

## Geografía
El atolón tiene 70 km de largo y unos 10 km de media de ancho. La superficie total es de 56 km². La laguna es la tercera más grande de las Tuamotu con 603 km², y dispone de dos pasos navegables. La villa principal es Pouheua, y la población total es de 588 habitantes en el censo de 1996. Dispone de una iglesia católica, una escuela primaria y un aeropuerto. La actividad principal es la perlicultura.

### Clima
El clima es Tropical típico de esta región del sur. La temperatura promedio es de 24 °C. El mes más cálido es marzo, a 26 °C, y el más frío octubre, a 21 °C. La precipitación media es de 1707 milímetros por año. El mes más lluvioso es diciembre, con 326 milímetros de lluvia, y el mes más lluvioso, agosto, con 36 milímetros.

## Comuna de Makemo

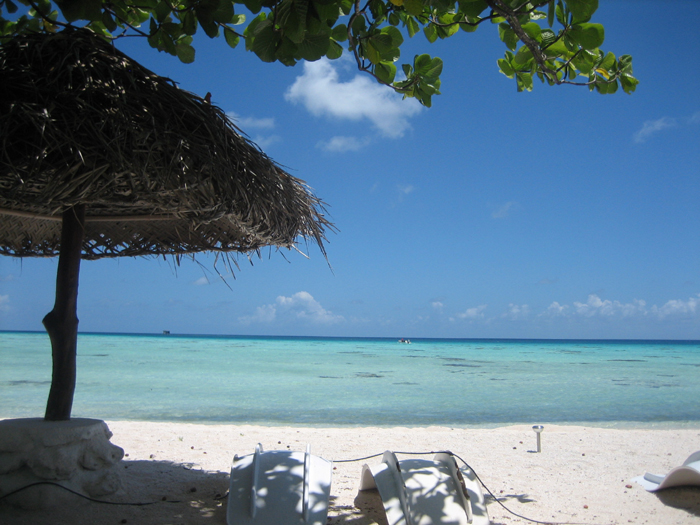
Una de las playas de Makemo

Makemo es la capital de la comuna que incluye cuatro comunas asociadas y diversos atolones deshabitados:
- Comuna de Makemo.
  - Takume
  - Haraiki
  - Marutea Norte
- Comuna asociada de Katiu.
  - Islas Raeffsky
    - Hiti
    - Tepoto Sur
    - Tuanake
- Comuna asociada de Raroia.
- Comuna asociada de Taenga.
  - Nihiru

### Katiu
Katiu es un atolón situado a 25 km al noreste de Makemo. Tiene una superficie total de 27 km², con una laguna interior con un paso navegable al océano. La villa principal es Hitianau. Tiene una población total de 500 habitantes, que viven principalmente del cultivo de perlas negras y de copra. Dispone de una iglesia católica.
Fue descubierto en 1820 por Fabian Bellinghausen. Otros nombres históricos son: Osten y Saken.

### Taenga
Taenga es un atolón que se encuentra a 670 km al noreste de Tahití. Tiene una superficie total de 20 km², con una laguna interior con un paso navegable al océano. La villa principal es Henuparea. La población total es de 100 habitantes, que se alimentan de piscicultura. También hay algunas granjas de perlas. No dispone de prácticamente ninguna infraestructura.
Fue descubierto por el inglés John Buyers en 1803. Históricamente también se ha conocido como Holt.

### Raroia

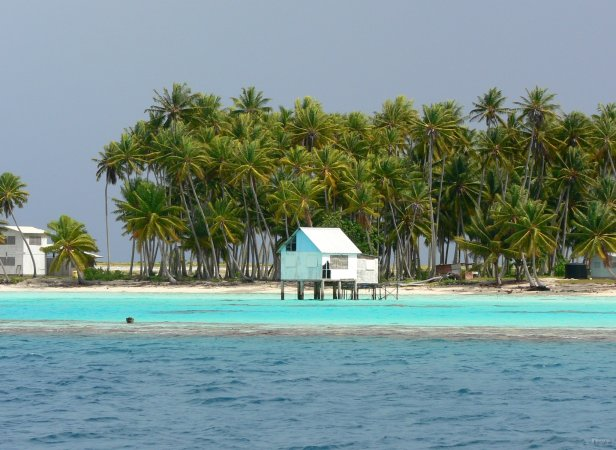
Granja de Perlas en Raroia

### Takume
Takume es un atolón situado a 8 km al noroeste de Raroia. La superficie total es de 7 km². Dispone de un paso navegable al interior de la laguna. La villa principal es Ohomo. La población total es de 100 habitantes, dependientes de la comuna de Makemo. Dispone de un aeródromo.

### Nihiru
Nihiru es un atolón situado a 700 km al noreste de Tahití. La superficie total es de 20 km². La laguna interior está cerrada sin paso navegable alguno. Sólo viven unos 20 habitantes dependientes de la comuna de Taenga. No dispone de infraestructuras.

### Islas Raevski
Son un grupo de tres atolones pequeños en el centro de las Tuamotu: Hiti, Tepoto Sur y Tuanake.

### Haraiki
Haraiki es un atolón situado a 640 km al este de Tahití. es de forma triangular con una superficie total de 4 km². La laguna interior es doble, con un solo paso navegable. Está deshabitado.
Fue descubierto en 1768 por Louis Antoine de Bougainville. Históricamente se ha conocido con los nombres de: Maraiki, Heraiki, San Quintin y Crocker.

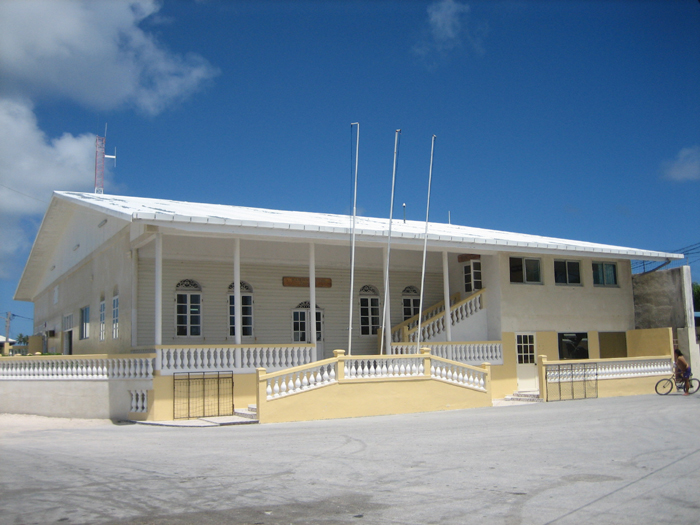
Sede de la Alcaldía de Makemo

### Marutea Norte
Marutea Norte es un atolón situado a 650 km al este de Tahití. La superficie total es de 7 km². La laguna dispone de un paso navegable. Está deshabitado. Históricamente se ha conocido con el nombre Furneaux. Se llama Norte para distinguirlo de Marutea Sur, en la comuna de Mangareva.

## Demografía
En 2017, la población total de Makemo fue de 825 personas agrupadas principalmente en el pueblo de Pouheva; su evolución es la siguiente:
| 360                                                                                             | 373 | 588 | 720 | 728 | 832 | 825 |
| Fuentes: Instituto de Estadística de la Polinesia Francesa y Gobierno de la Polinesia Francesa. |     |     |     |     |     |     |

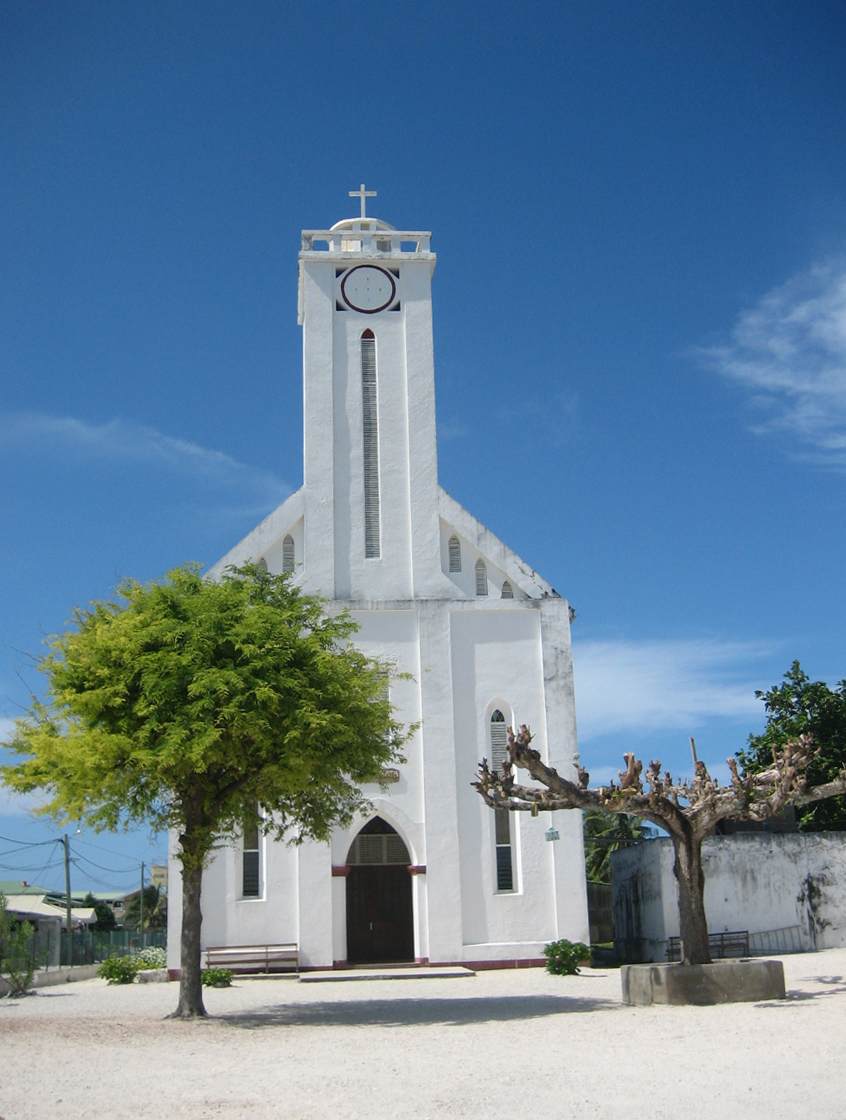
Iglesia de San José en Makemo

Pouheva, situada cerca del paso de Arikitamiro (passe d'Arikitamiro), es el principal pueblo del atolón. Tiene unos 600 habitantes.

### Religión
La mayor parte de la población del Atolón está afiliada al cristianismo, esto como resultado de la actividad de los grupos misioneros tanto católicos como protestantes. La Iglesia Católica posee un edificio religioso principal en el área llamado Iglesia de San José (Église de Saint-Joseph) que eclesiásticamente depende de la Arquidiócesis Metropolitana de Papeete con sede en la isla de Tahití.

## Economía
El turismo, sobre todo con el desarrollo del buceo cerca de los dos pasos, es el principal sector económico de la isla, junto con el cultivo de perlas (autorizado en sólo 50 ha de la laguna), la recolección de pepinos de mar (en la parte sur, por debajo de la línea que une motu Tahiti Toreu con motu Piupiu) y el cultivo de copra. Las actividades administrativas de la comuna, que incluye once atolones circundantes, también se desarrollan y dan trabajo. El desembarco del cable submarino Natitua y su puesta en marcha en diciembre de 2018 permite a Makemo estar conectado a Tahití y a la Internet global de alta velocidad.
En 1976 se construyó un pequeño aeródromo doméstico con una pista de 1500 metros de longitud. Atiende, por término medio, unos 500 vuelos y 10 000 pasajeros al año, de los cuales el 30 % son pasajeros en tránsito.